# Noiembrie 2003
Acest articol este generat integral pe baza informațiilor din articolul 2003 și este actualizat periodic de un robot.
 Editările făcute în articol vor fi șterse la următoarea actualizare! Dacă doriți să faceți modificări, editați articolul-sursă.

ianuarie -
februarie -
martie -
aprilie -
mai -
iunie -
iulie -
august -
septembrie -
octombrie -
noiembrie -
decembrie
Noiembrie 2003 a fost a unsprezecea lună a anului și a început într-o zi de sâmbătă.

## Evenimente
- 5 noiembrie: Radio Contact își schimbă numele și echipa și devine Kiss FM.

## Nașteri
- 8 noiembrie: Louise Windsor, aristocrată britanică
- 24 noiembrie: Charlotte Cleverley-Bisman, activistă neozeelandeză

## Decese
- 2 noiembrie: Daishiro Yoshimura, 56 ani, fotbalist japonez (n. 1947)
- 6 noiembrie: Eduardo Estrada Palomo, 41 ani, actor mexican (n. 1962)
- 7 noiembrie: Iosif Naghiu, 71 ani, scriitor român (n. 1932)
- 9 noiembrie: Art Carney, 85 ani, actor american (n. 1918)
- 10 noiembrie: Margaret Armen, 82 ani, scenarist și autor american (n. 1921)
- 10 noiembrie: Canaan Banana, 67 ani, ministru, teolog și politician metodist din Zimbabwe (n. 1936)
- 11 noiembrie: Paul Janssen, 77 ani, medic belgiano-francez (n. 1926)
- 15 noiembrie: Mohamed Choukri (n. Muḥammad Šukrī ibn Ḥasan al-Anqarawī), 68 ani, romancier marocan (n. 1935)
- 18 noiembrie: Michael Kamen, 55 ani, compozitor american (n. 1948)
- 19 noiembrie: Dola de Jong, 92 ani, scriitoare neerlandezo-americană (n. 1911)
- 19 noiembrie: Života Panić, 70 ani, ministru iugoslav (n. 1933)
- 22 noiembrie: Iosif Budahazi, 56 ani, scrimer român (n. 1947)
- 22 noiembrie: Mario Beccaria, 83 ani, deputat italian (n. 1920)
- 22 noiembrie: Ion Ciornîi, 75 ani, filolog, jurnalist, lingvist și profesor universitar sovietic și moldovean (n. 1928)
- 23 noiembrie: Gbèmagon Richard Dogbeh, 70 ani, scriitor beninez (n. 1932)
- 24 noiembrie: Saifuddin Azizi, 88 ani, primul președinte al regiunii autonome uigure Xinjiang a Republicii Populare Chineze (n. 1915)
- 24 noiembrie: Reiko Dan, 68 ani, actriță japoneză (n. 1935)
- 25 noiembrie: Mircea Mihail Ghiorghiu, 50 ani, artist plastic român (n. 1953)
- 26 noiembrie: Stefan Wul (n. Pierre Pairault), 81 ani, scriitor francez de literatură SF (n. 1922)
- 29 noiembrie: Béla Kis, 79 ani, entomolog român de etnie maghiară (n. 1924)